# Avilla Beach, Kalifornija
Avilla Beach je naseljeno područje za statističke svrhe u američkoj saveznoj državi Kalifornija. Prema popisu stanovništva iz 2010. u njemu je živjelo 1,627 stanovnika.